# Франко-малагасійські війни

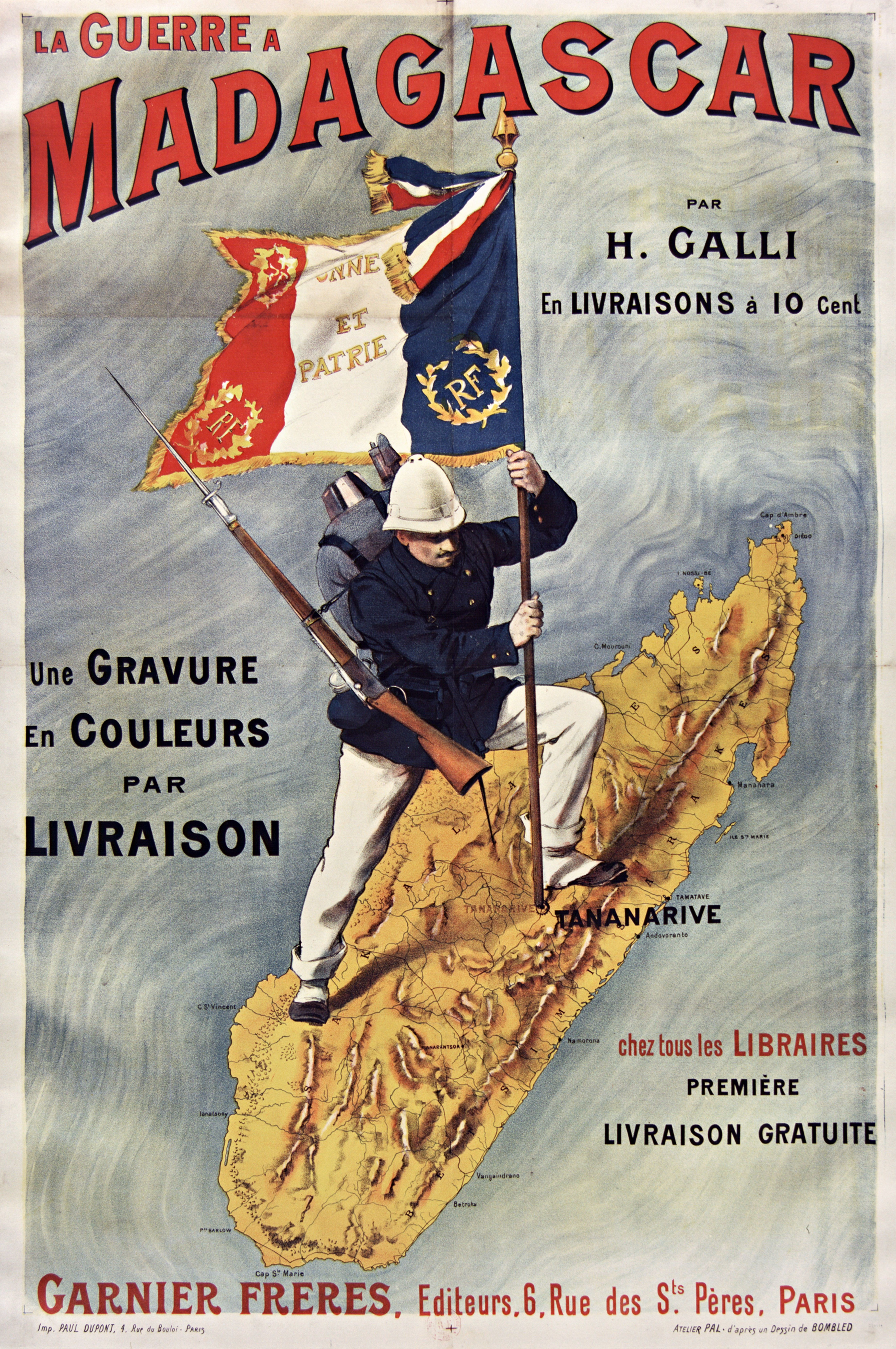
Французький пропагандистський плакат

Франко-малагасійські війни (фр. Expédition de Madagascar; малаг. Ady Hova-Frantsay) — збірна назва двох військових конфліктів у 1883-1896 роках між Третьою Французькою республікою і королівством Імерина, які призвели до окупації французами острова Мадагаскар і утворення там колонії.
За підсумками Першої війни малагасійці змогли зберегти незалежність, проте прийняли невигідний для себе договір, який обмежував зовнішній суверенітет держави, передаючи відання зовнішньою політикою до рук французького резидента. Проте Франція сподівалась на встановлення хоча б протекторату над островом, тому у 1894 році розпочала Другу війну, у якій королівство Імерина вже не змогло вистояти. 18 січня 1896 року був підписаний договір, який перетворював Мадагаскар на чергову колонію Франції.

## Передумови
Європейські колоніальні країни, особливо Британія і Франція, хотіли контролювати Мадагаскар — багатий острів зі стратегічним положенням на морському шляху до Індії. Але Мадагаскар виявилося важко підпорядкувати через його розміри, ворожість місцевих жителів до колонізаторів і важкого для європейців клімату. Королівству Імерина вдалося встановити свою владу над більшою частиною Мадагаскару і успішно координувати опір загарбникам. Використовуючи конкуренцію між Британією і Францією, монархія зберігала свою незалежність. Коли королева Ранавалуна I, яка негативно відносилась до європейців, отримала владу в 1828 році, британський вплив на острові було підірвано. Її син став королем під ім'ям Радама II в 1861 році. Ще у якості принца він надав секретні концесії Жозефу-Франсуа Ламберу, французькому підприємцю. Цей так званий «договір Ламбера» виявився невигідним Мадагаскару, і в 1863 році король був убитий. Скасування концесій новою владою призвело до конфлікту з Францією.

## Перша франко-малагасійська війна

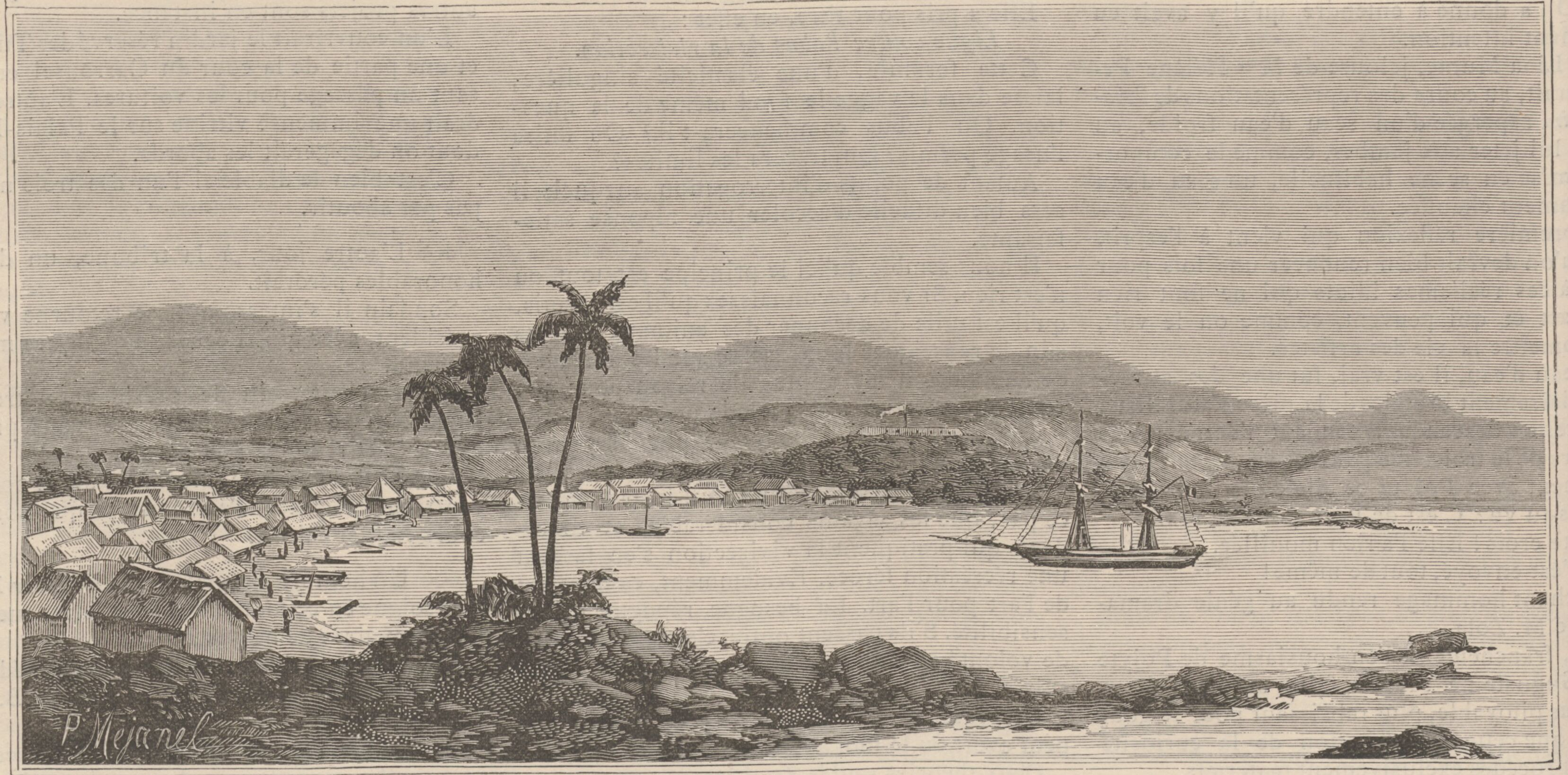
Висадка французького десанту в Таматаве, 11 червня 1883

16 травня 1883 року без оголошення війни Франція розпочала військові дії проти Імерина. Завдяки запеклому опору народу Мадагаскару інтервенти за два роки не змогли захопити острів. Після декількох поразок (у тому числі у війні в Індокитаї) французи сіли за стіл переговорів, які закінчились підписанням 17 грудня 1885 року нерівноправного та невигідного для королівства Імерина мирного договору, основними пунктами якого були:
- Мадагаскарський уряд позбувався права проведення самостійної зовнішньої політики: відтепер французький уряд мав представляти королівство на міжнародній арені[2];
- Королівство Імерина зобов'язувалось виплатити «добровільну компенсацію» у вигляді 10 мільйонів франків відшкодування збитків «приватним особам іноземного походження»[2];
- Серйозною поступкою на користь Франції стала передача їй стратегічно важливої бухти Дієго-Суарес, де французи мали намір створити свою військову базу[3];
- На Мадагаскарі розміщувався французький резидент, який мав слідкувати за дотриманням умов договору[2].

## Друга франко-малагасійська війна

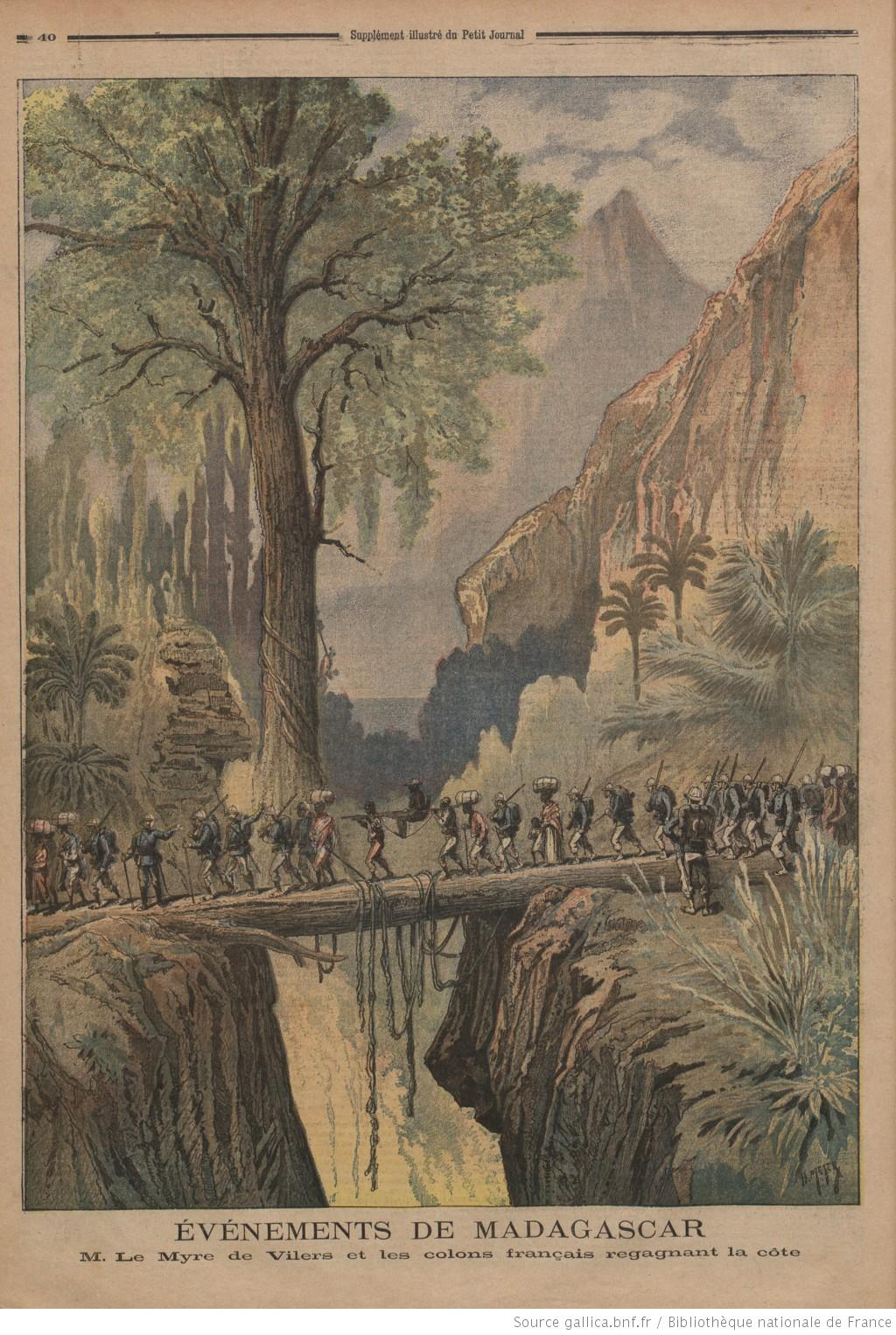
Просування французьких військ, газета Le Petit Journal, 1895

У серпні 1890 року і Англія, і Німеччина визнали протекторат Франції над Мадагаскаром. Це сприяло активізації колоніальним зазіханням Франції. 16 жовтня 1894 року Ле Мір де Віле, офіційний резидент Франції в королівстві Імерина, надав на розгляд малагасійського уряду доповнення до договору 1885 року, яке включало в себе 5 статей, що мали на меті встановлення фактичного протекторату над країною.
Інтервенція почалась 12 грудня 1894 року з висадки десанту і окупації Таматаве. Малагасійська армія у відповідь зайняла базу Дієго-Суарес, яка за підсумками Першої війни належала Франції. Унаслідок перших місяців війни французькі інтервенти змогли міцно закріпитись на узбережжі, що дозволило їм висадити численний десант. Основні порти Імерина або були зайняті французами, або блокувались військово-морськими силами, які, варто зазначити, були набагато більш чисельними, ніж під час першої франко-малагасійської війни. Французи почали стрімко просуватись вглиб острова: до початку червня французи зайняли провінцію Маєватанану, а разом з нею — пороховий завод в Сюбербівіллі, що був важливим стратегічним об'єктом. Просування малонаселеною гористою місцевістю, де було важко забезпечити провіантом своє військо, змусило генерала Дюшена створити «летючу колону», яка б просувалася далі в напрямку Антананаріву. «Летючу колона» була остаточно сформована у вересні. 29 вересня «летюча колона» стала табором у 8 кілометрах від Антананаріву. Наступ на столицю почався 30 вересня о 6:30 ранку. До 15:00 години французи вже оволоділи всіма панівними висотами навколо міста. Після обстрілу малагасійці вивісили білий прапор і здали місто французам. Фактично війна була закінчена.

## Наслідки
1 жовтня був підписаний мирний договір, який передбачав встановлення французького протекторату над островом. Від імені Франції договір підписав генерал Дюшен, від імені Імерина — міністр юстиції Разанакумбана і колишній секретар Райнілайарівуні — Расандзі. Договір складався з семи статей і двох додаткових пунктів. Проте ще 18 вересня французький міністр закордонних справ надіслав Дюшену повідомлення про необхідність відкладення мирних перемовин. Це планувалось зробити з метою проголошення Мадагаскару колонією Франції, але телеграма прийшла лише 7 жовтня, коли домовленість було вже підписано. Генерал Дюшен наказав конфіскувати всі копії тексту договору, були заборонені майбутні публікації документу. Лише 18 січня 1896 року був підписаний кінцевий договір, який в основних статтях повторював попередній, із тією лише різницею, що слово «протекторат» було видалене:
- Генеральний резидент був представником уряду Франції на Мадгаскарі[10];
- У руки резидента переходили всі зовнішні зносини малагасійської держави, контроль над місцевою адміністрацією, видача дозволів на концесії[10];
- Франція мала право розміщувати на Мадагаскарі будь-яку кількість військ[10];

Декретом від 11 грудня 1896 року управління справами Мадагаскару було передано з Міністерства закордонних справ Франції до Міністерства колоній. Незважаючи на успіх військової кампанії, французькій адміністрації знадобилось ще 9 років для придушення окремих повстань — до 1905 року, коли острів був упокорений військами генерала Жозефа Галлієні. Королева Ранавалуна III, яка втратила престол, була заслана в Алжир, де і померла у 1917 році.

## Галерея

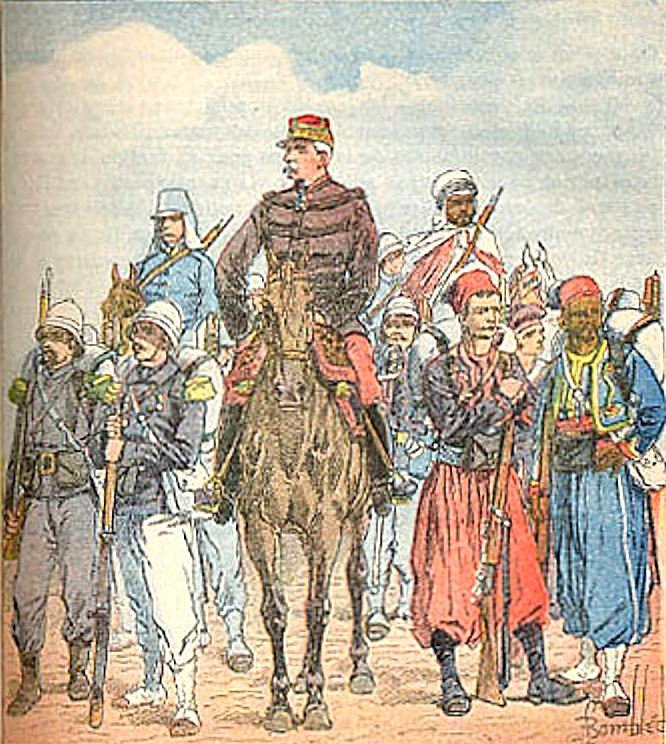
Французькі експедиційні війська
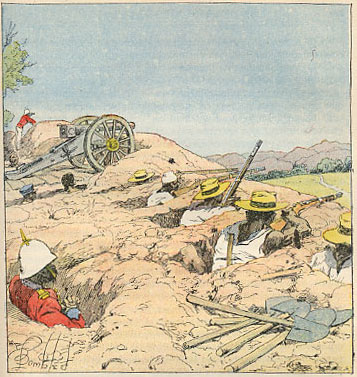
Малагасійські солдати в засідці
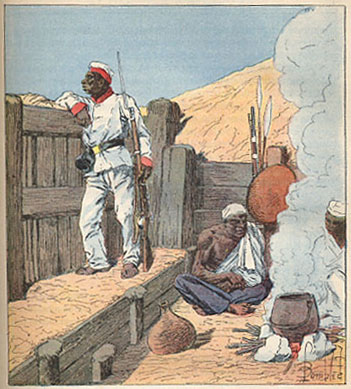
Мадагаскарський солдат на варті
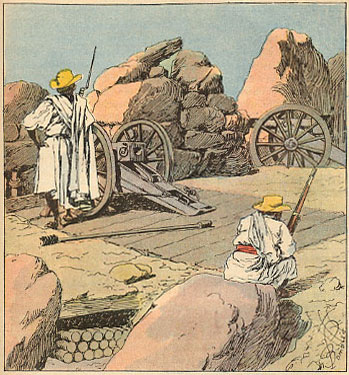
Імеринська артилерія
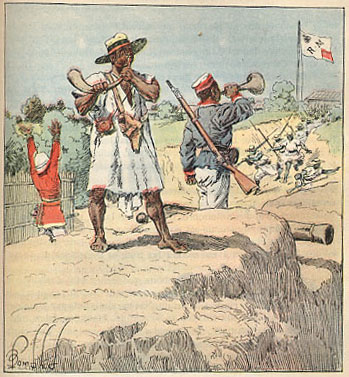
Малагасійські солдати б'ють на сполох